# DJ Snake/Diskografie
Diese Diskografie ist eine Übersicht über die musikalischen Werke des französischen DJs und Musikproduzenten DJ Snake. Den Quellenangaben und Schallplattenauszeichnungen zufolge hat er bisher mehr als 72,9 Millionen Tonträger verkauft, davon alleine in seiner Heimat über 2,7 Millionen. Seine erfolgreichste Veröffentlichung ist die Single Lean On mit über 16,6 Millionen verkauften Einheiten.

## Alben

### Studioalben
| Jahr | Titel Musiklabel                                  | Höchstplatzierung, Gesamtwochen, AuszeichnungChartplatzierungen (Jahr, Titel, Musiklabel, Platzierungen, Wochen, Auszeichnungen, Anmerkungen) | Höchstplatzierung, Gesamtwochen, AuszeichnungChartplatzierungen (Jahr, Titel, Musiklabel, Platzierungen, Wochen, Auszeichnungen, Anmerkungen) | Höchstplatzierung, Gesamtwochen, AuszeichnungChartplatzierungen (Jahr, Titel, Musiklabel, Platzierungen, Wochen, Auszeichnungen, Anmerkungen) | Höchstplatzierung, Gesamtwochen, AuszeichnungChartplatzierungen (Jahr, Titel, Musiklabel, Platzierungen, Wochen, Auszeichnungen, Anmerkungen) | Höchstplatzierung, Gesamtwochen, AuszeichnungChartplatzierungen (Jahr, Titel, Musiklabel, Platzierungen, Wochen, Auszeichnungen, Anmerkungen) | Höchstplatzierung, Gesamtwochen, AuszeichnungChartplatzierungen (Jahr, Titel, Musiklabel, Platzierungen, Wochen, Auszeichnungen, Anmerkungen) | Anmerkungen                          |
| Jahr | Titel Musiklabel                                  | DE | AT | CH | UK | US | FR | Anmerkungen                          |
| ---- | ------------------------------------------------- | --- | --- | --- | --- | --- | --- | ------------------------------------ |
| 2016 | Encore DJ Snake Music / Interscope Records        | DE73 (1 Wo.)DE | AT42 (1 Wo.)AT | CH14 (2 Wo.)CH | UK46 (2 Wo.)UK | US8 Platin · (39 Wo.)US | FR9 Platin · (48 Wo.)FR | Erstveröffentlichung: 5. August 2016 |
| 2019 | Carte Blanche DJ Snake Music / Interscope Records | DE99 (1 Wo.)DE | AT69 (1 Wo.)AT | CH27 (3 Wo.)CH | — | US48 Gold · (6 Wo.)US | FR5 Platin · (65 Wo.)FR | Erstveröffentlichung: 25. Juli 2019  |

## Singles

### Als Leadmusiker
| Jahr | Titel Album                       | Höchstplatzierung, Gesamtwochen, AuszeichnungChartplatzierungen (Jahr, Titel, Album, Platzierungen, Wochen, Auszeichnungen, Anmerkungen) | Höchstplatzierung, Gesamtwochen, AuszeichnungChartplatzierungen (Jahr, Titel, Album, Platzierungen, Wochen, Auszeichnungen, Anmerkungen) | Höchstplatzierung, Gesamtwochen, AuszeichnungChartplatzierungen (Jahr, Titel, Album, Platzierungen, Wochen, Auszeichnungen, Anmerkungen) | Höchstplatzierung, Gesamtwochen, AuszeichnungChartplatzierungen (Jahr, Titel, Album, Platzierungen, Wochen, Auszeichnungen, Anmerkungen) | Höchstplatzierung, Gesamtwochen, AuszeichnungChartplatzierungen (Jahr, Titel, Album, Platzierungen, Wochen, Auszeichnungen, Anmerkungen) | Höchstplatzierung, Gesamtwochen, AuszeichnungChartplatzierungen (Jahr, Titel, Album, Platzierungen, Wochen, Auszeichnungen, Anmerkungen) | Anmerkungen                                                                            |
| Jahr | Titel Album                       | DE | AT | CH | UK | US | FR | Anmerkungen                                                                            |
| --- | --------------------------------- | --- | --- | --- | --- | --- | --- | -------------------------------------------------------------------------------------- |
| 2013 | Bird Machine –                    | — | — | — | — | — | — | Erstveröffentlichung: 4. November 2013 feat. Alesia                                    |
| 2013 | Turn Down for What –              | DE31 ×3Dreifachgold · (43 Wo.)DE | AT35 Gold · (20 Wo.)AT | CH36 (16 Wo.)CH | UK23 Platin · (30 Wo.)UK | US4 ×8Achtfachplatin · (37 Wo.)US | FR19 (52 Wo.)FR | Erstveröffentlichung: 28. Dezember 2013 mit Lil Jon                                    |
| 2013 | Together –                        | — | — | — | — | — | — | Erstveröffentlichung: 2013                                                             |
| 2014 | Get Low Money Sucks, Friends Rule | DE79 (3 Wo.)DE | AT55 (4 Wo.)AT | — | UK88 (2 Wo.)UK | US61 Platin · (9 Wo.)US | FR93 (15 Wo.)FR | Erstveröffentlichung: 11. Februar 2014 mit Dillon Francis                              |
| 2014 | Lunatic –                         | — | — | — | — | — | — | Erstveröffentlichung: 21. März 2014 mit Mercer                                         |
| 2014 | You Know You Like It –            | DE27 Platin · (23 Wo.)DE | AT36 (15 Wo.)AT | CH24 (15 Wo.)CH | UK67 Gold · (2 Wo.)UK | US13 ×3Dreifachplatin · (21 Wo.)US | FR22 (26 Wo.)FR | Erstveröffentlichung: 20. Oktober 2014 mit AlunaGeorge                                 |
| 2015 | Lean On Peace Is the Mission      | DE4 ×2Doppelplatin · (68 Wo.)DE | AT3 Platin · (58 Wo.)AT | CH1 ×2Doppelplatin · (65 Wo.)CH | UK2 ×4Vierfachplatin · (79 Wo.)UK | US4 Diamant · (48 Wo.)US | FR2 Diamant · (124 Wo.)FR | Erstveröffentlichung: 1. März 2015 mit Major Lazer feat. MØ                            |
| 2015 | Middle Encore                     | DE49 Gold · (25 Wo.)DE | AT48 Gold · (15 Wo.)AT | CH42 (25 Wo.)CH | UK10 Platin · (28 Wo.)UK | US20 ×3Dreifachplatin · (21 Wo.)US | FR12 Platin · (45 Wo.)FR | Erstveröffentlichung: 15. Oktober 2015 feat. Bipolar Sunshine                          |
| 2016 | Propaganda Encore                 | — | — | — | — | — | — | Erstveröffentlichung: 19. Februar 2016                                                 |
| 2016 | Talk Encore                       | — | — | — | — | — | FR39 (14 Wo.)FR | Erstveröffentlichung: 3. Juni 2016 feat. George Maple                                  |
| 2016 | Ocho Cinco Encore                 | — | — | — | — | — | FR89 (1 Wo.)FR | Erstveröffentlichung: 15. Juli 2016 mit Yellow Claw                                    |
| 2016 | Let Me Love You Encore            | DE1 Diamant · (41 Wo.)DE | AT4 Platin · (29 Wo.)AT | CH1 (40 Wo.)CH | UK2 ×3Dreifachplatin · (34 Wo.)UK | US4 ×6Sechsfachplatin · (33 Wo.)US | FR1 Diamant · (60 Wo.)FR | Erstveröffentlichung: 5. August 2016 feat. Justin Bieber                               |
| 2017 | The Half Encore                   | — | — | — | — | — | FR107 (1 Wo.)FR | Erstveröffentlichung: 9. Januar 2017 feat. Jeremih, Young Thug & Swizz Beatz           |
| 2017 | A Different Way –                 | — | — | CH63 (2 Wo.)CH | UK85 (9 Wo.)UK | US— GoldUS | FR57 Platin · (28 Wo.)FR | Erstveröffentlichung: 21. September 2017 feat. Lauv                                    |
| 2017 | Broken Summer –                   | — | — | — | — | — | — | Erstveröffentlichung: 23. Oktober 2017 feat. Max Frost                                 |
| 2018 | Magenta Riddim Carte Blanche      | — | — | — | — | — | FR46 (19 Wo.)FR | Erstveröffentlichung: 23. Februar 2018                                                 |
| 2018 | Gassed Up The Wise and the Wicked | — | — | — | — | — | — | Erstveröffentlichung: 6. April 2018 mit Jauz                                           |
| 2018 | Made in China –                   | — | — | — | — | — | — | Erstveröffentlichung: 13. April 2018 mit Higher Brothers                               |
| 2018 | Public Enemy New Blood            | — | — | — | — | — | — | Erstveröffentlichung: 8. Juni 2018 mit Yellow Claw                                     |
| 2018 | Let’s Get Ill –                   | — | — | — | — | — | — | Erstveröffentlichung: 22. Juni 2018 mit Mercer                                         |
| 2018 | Maradona Riddim –                 | — | — | — | — | — | — | Erstveröffentlichung: 12. Juli 2018 mit Niniola                                        |
| 2018 | Taki Taki Carte Blanche           | DE8 Platin · (30 Wo.)DE | AT13 Platin · (22 Wo.)AT | CH3 (34 Wo.)CH | UK15 Platin · (15 Wo.)UK | US11 ×4Vierfachplatin · (26 Wo.)US | FR2 Diamant · (56 Wo.)FR | Erstveröffentlichung: 28. September 2018 feat. Selena Gomez, Ozuna & Cardi B           |
| 2019 | Try Me Carte Blanche              | — | — | — | — | — | — | Erstveröffentlichung: 15. März 2019 mit Plastic Toy                                    |
| 2019 | Loco contigo Carte Blanche        | DE3 Platin · (28 Wo.)DE | AT13 Platin · (23 Wo.)AT | CH2 (41 Wo.)CH | UK87 Silber · (3 Wo.)UK | US95 Platin · (2 Wo.)US | FR1 Diamant · (65 Wo.)FR | Erstveröffentlichung: 14. Juni 2019 feat. J Balvin & Tyga                              |
| 2019 | Enzo Carte Blanche                | — | — | — | — | — | — | Erstveröffentlichung: 28. Juni 2019 mit Sheck Wes feat. Offset, 21 Savage & Gucci Mane |
| 2019 | Fuego Carte Blanche               | — | — | — | — | — | — | Erstveröffentlichung: 11. Oktober 2019 feat. Sean Paul, Anitta & Tainy                 |
| 2021 | Selfish Love –                    | DE— aDE | — | CH76 (1 Wo.)CH | UK93 (1 Wo.)UK | — | FR54 Platin · (27 Wo.)FR | Erstveröffentlichung: 5. März 2021 mit Selena Gomez                                    |
| 2021 | U Are My High –                   | — | — | — | — | — | FR121 Gold · (7 Wo.)FR | Erstveröffentlichung: 28. Juli 2021                                                    |
| 2021 | SG –                              | DE— bDE | — | CH56 (2 Wo.)CH | — | — | FR87 Gold · (16 Wo.)FR | Erstveröffentlichung: 22. Oktober 2021 mit Ozuna, Megan Thee Stallion & Lisa           |
| 2022 | Disco Maghreb –                   | — | — | — | — | — | FR46 Gold · (11 Wo.)FR | Erstveröffentlichung: 31. Mai 2022                                                     |
| 2024 | Diana –                           | — | — | — | — | — | FR46 (3 Wo.)FR | Erstveröffentlichung: 13. November 2024 mit Hamza                                      |
| 2025 | Paradise –                        | — | — | — | — | — | FR35 Gold · (… Wo.)FR | Erstveröffentlichung: 16. Mai 2025 mit Bipolar Sunshine                                |
| 2025 | Noventa –                         | — | — | — | — | — | FR186 (1 Wo.)FR | Erstveröffentlichung: 2. Juli 2025 mit J Balvin                                        |
| Folgende Lieder erschienen nicht als Single, wurden aber durch das Album zum Download und Streaming bereitgestellt und konnten somit eine Platzierung erlangen: |                                   | | | | | | |                                                                                        |
| |                                   | | | | | | |                                                                                        |
| 2019 | Butterfly Effect Carte Blanche    | — | — | — | — | — | FR167 (1 Wo.)FR | Charteinstieg: 27. Juli 2019                                                           |
| 2019 | Recognize Carte Blanche           | — | — | — | — | — | FR176 (1 Wo.)FR | Charteinstieg: 27. Juli 2019 feat. Majid Jordan                                        |
| 2019 | Quiet Storm Carte Blanche         | — | — | — | — | — | FR199 (1 Wo.)FR | Charteinstieg: 27. Juli 2019 feat. Zomboy                                              |

### Als Gastmusiker
| Jahr | Titel Album            | Höchstplatzierung, Gesamtwochen, AuszeichnungChartplatzierungen (Jahr, Titel, Album, Platzierungen, Wochen, Auszeichnungen, Anmerkungen) | Höchstplatzierung, Gesamtwochen, AuszeichnungChartplatzierungen (Jahr, Titel, Album, Platzierungen, Wochen, Auszeichnungen, Anmerkungen) | Höchstplatzierung, Gesamtwochen, AuszeichnungChartplatzierungen (Jahr, Titel, Album, Platzierungen, Wochen, Auszeichnungen, Anmerkungen) | Höchstplatzierung, Gesamtwochen, AuszeichnungChartplatzierungen (Jahr, Titel, Album, Platzierungen, Wochen, Auszeichnungen, Anmerkungen) | Höchstplatzierung, Gesamtwochen, AuszeichnungChartplatzierungen (Jahr, Titel, Album, Platzierungen, Wochen, Auszeichnungen, Anmerkungen) | Höchstplatzierung, Gesamtwochen, AuszeichnungChartplatzierungen (Jahr, Titel, Album, Platzierungen, Wochen, Auszeichnungen, Anmerkungen) | Anmerkungen                                                                      |
| Jahr | Titel Album            | DE | AT | CH | UK | US | FR | Anmerkungen                                                                      |
| ---- | ---------------------- | --- | --- | --- | --- | --- | --- | -------------------------------------------------------------------------------- |
| 2017 | Good Day Los Amsterdam | — | — | — | — | — | — | Erstveröffentlichung: 24. Februar 2017 Yellow Claw feat. DJ Snake & Elliphant    |
| 2018 | Creep on Me –          | — | — | CH4 Gold · (23 Wo.)CH | — | — | — | Erstveröffentlichung: 17. August 2018 Gashi feat. French Montana & DJ Snake      |
| 2019 | Safety –               | — | — | CH92 (1 Wo.)CH | — | — | — | Erstveröffentlichung: 30. August 2019 Gashi feat. DJ Snake                       |
| 2019 | All This Lovin –       | — | — | — | — | — | — | Erstveröffentlichung: 20. Dezember 2019 Vlade Kay feat. DJ Snake                 |
| 2020 | Safety 2020 –          | — | — | — | — | — | — | Erstveröffentlichung: 24. Januar 2020 Gashi feat. Chris Brown, Afro B & DJ Snake |
| 2024 | Teka Éxodo             | — | — | — | — | — | — | Erstveröffentlichung: 17. April 2024 Peso Pluma feat. DJ Snake                   |

## Promoveröffentlichungen
| Jahr | Titel Album | Anmerkungen                                   |
| ---- | ----------- | --------------------------------------------- |
| 2019 | Southside – | Erstveröffentlichung: 22. März 2019 mit Eptic |

## Statistik

### Chartauswertung
|                     | DE    | AT    | CH    | UK    | US    | FR    |
| ------------------- | ----- | ----- | ----- | ----- | ----- | ----- |
| Nummer-eins-Alben   | DE—DE | AT—AT | CH—CH | UK—UK | US—US | FR—FR |
| Top-10-Alben        | DE—DE | AT—AT | CH—CH | UK—UK | US1US | FR2FR |
| Alben in den Charts | DE2DE | AT2AT | CH2CH | UK1UK | US2US | FR2FR |

|                       | DE    | AT    | CH     | UK     | US    | FR     |
| --------------------- | ----- | ----- | ------ | ------ | ----- | ------ |
| Nummer-eins-Singles   | DE1DE | AT—AT | CH2CH  | UK—UK  | US—US | FR2FR  |
| Top-10-Singles        | DE4DE | AT2AT | CH5CH  | UK3UK  | US3US | FR4FR  |
| Singles in den Charts | DE8DE | AT8AT | CH12CH | UK10UK | US8US | FR23FR |

### Auszeichnungen für Musikverkäufe
| Land/RegionAuszeichnungen für Musikverkäufe (Land/Region, Auszeichnungen, Verkäufe, Quellen) | Silber  | Gold       | Platin         | Diamant       | Verkäufe   | Quellen              |
| -------------------------------------------------------------------------------------------- | ------- | ---------- | -------------- | ------------- | ---------- | -------------------- |
| Australien (ARIA)                                                                            | —       | 2× Gold2   | 33× Platin33   | —             | 2.380.000  | aria.com.au          |
| Belgien (BRMA)                                                                               | —       | Gold1      | 8× Platin8     | —             | 275.000    | ultratop.be          |
| Brasilien (PMB)                                                                              | —       | 2× Gold2   | 14× Platin14   | 9× Diamant9   | 2.450.000  | pro-musicabr.org.br  |
| Dänemark (IFPI)                                                                              | —       | 3× Gold3   | 11× Platin11   | —             | 740.000    | ifpi.dk              |
| Deutschland (BVMI)                                                                           | —       | 3× Gold3   | 6× Platin6     | Diamant1      | 4.000.000  | musikindustrie.de    |
| Europa (Impala)                                                                              | —       | —          | 2× Platin2     | —             | (800.000)  | Einzelnachweise      |
| Frankreich (SNEP)                                                                            | —       | 4× Gold4   | 5× Platin5     | 4× Diamant4   | 2.710.632  | snepmusique.com      |
| Indien (IMI)                                                                                 | —       | —          | 13× Platin13   | —             | 1.560.000  | Einzelnachweise      |
| Italien (FIMI)                                                                               | —       | 3× Gold3   | 20× Platin20   | —             | 1.055.000  | fimi.it              |
| Japan (RIAJ)                                                                                 | —       | 3× Gold3   | —              | —             | 100.000    | riaj.or.jp JP2       |
| Kanada (MC)                                                                                  | —       | 4× Gold4   | 30× Platin30   | Diamant1      | 3.481.000  | musiccanada.com      |
| Mexiko (AMPROFON)                                                                            | —       | 6× Gold6   | 10× Platin10   | 11× Diamant11 | 4.080.000  | amprofon.com.mx      |
| Neuseeland (RMNZ)                                                                            | —       | 2× Gold2   | 23× Platin23   | —             | 652.500    | radioscope.co.nz NZ2 |
| Niederlande (NVPI)                                                                           | —       | —          | Platin1        | —             | 30.000     | nvpi.nl              |
| Norwegen (IFPI)                                                                              | —       | Gold1      | 9× Platin9     | —             | 510.000    | ifpi.no              |
| Österreich (IFPI)                                                                            | —       | 2× Gold2   | 4× Platin4     | —             | 150.000    | ifpi.at              |
| Polen (ZPAV)                                                                                 | —       | Gold1      | 8× Platin8     | Diamant1      | 435.000    | olis.pl              |
| Portugal (AFP)                                                                               | —       | 3× Gold3   | 10× Platin10   | —             | 115.000    | Einzelnachweise      |
| Schweden (IFPI)                                                                              | —       | —          | 16× Platin16   | —             | 640.000    | sverigetopplistan.se |
| Schweiz (IFPI)                                                                               | —       | Gold1      | 2× Platin2     | —             | 70.000     | hitparade.ch         |
| Singapur (RIAS)                                                                              | —       | Gold1      | Platin1        | —             | 15.000     | rias.org.sg          |
| Spanien (Promusicae)                                                                         | —       | 2× Gold2   | 14× Platin14   | —             | 690.000    | elportaldemusica.es  |
| Vereinigte Staaten (RIAA)                                                                    | —       | 3× Gold3   | 28× Platin28   | Diamant1      | 39.800.000 | riaa.com             |
| Vereinigtes Königreich (BPI)                                                                 | Silber1 | 2× Gold2   | 10× Platin10   | —             | 7.000.000  | bpi.co.uk            |
| Insgesamt                                                                                    | Silber1 | 49× Gold49 | 278× Platin278 | 28× Diamant28 |            |                      |